# Lars Widenfalk
Lars Widenfalk (31. července 1954 Sveg, Švédsko) je švédský sochař, který žije střídavě ve Švédsku, České republice a Itálii. Je považován za jednoho z umělců, kteří obnovili figurativní tvorbu v severském sochařství. Pracuje s mnoha materiály včetně sněhu a ledu, tím hlavním pro něj ale zůstává kámen, obvykle mramor nebo žula. V posledních letech je často kombinuje se sklem. Je ženatý s českou výtvarnicí Alenou Matějkovou.

## Vzdělání
Widenfalk vystudoval archeologii a dějiny umění na univerzitě v Uppsale. Později, v letech 1982–1985, studoval na Norské národní akademii výtvarných umění v Oslo se zaměřením na trojrozměrná díla. Oslo si vybral, protože chtěl pracovat s figurálními plastikami.

## Umění
Lars Widenfalk byl zapojený do několika projektů, na nichž se podílela i jeho manželka Alena Matějka, absolventka Sklářské střední školy v Kamenickém Šenově. Právě ona ho přivedla k používání křišťálového skla, které výtvarník často používá v kombinaci s kamenem.
Widenfalkův způsob zobrazování je figurativní, jeho raná díla jsou převážně realistická. Mezi mladšími pracemi se ale postupně začaly objevovat plastiky blížící se symbolismu. Námětem mnoha jeho kompozic je člověk a jeho životní prostor. Místnost nebo dům jsou obvykle charakterizovány několika jednoduchými geometrickými tvary, např. čtyřmi rohovými sloupy a střechou. V takovémto prostoru je lidská postava umístěna buď v životní velikosti, nebo je vymodelována jen lidská hlava. Widenfalk také instaloval několik velkých akvárií, do nichž své sochy umisťuje. Důvodem je skutečnost, že ve vodě je zbarvení kamenů mnohem intenzivnější. Do akvárií umisťuje spolu se svými plastikami také živé ryby.

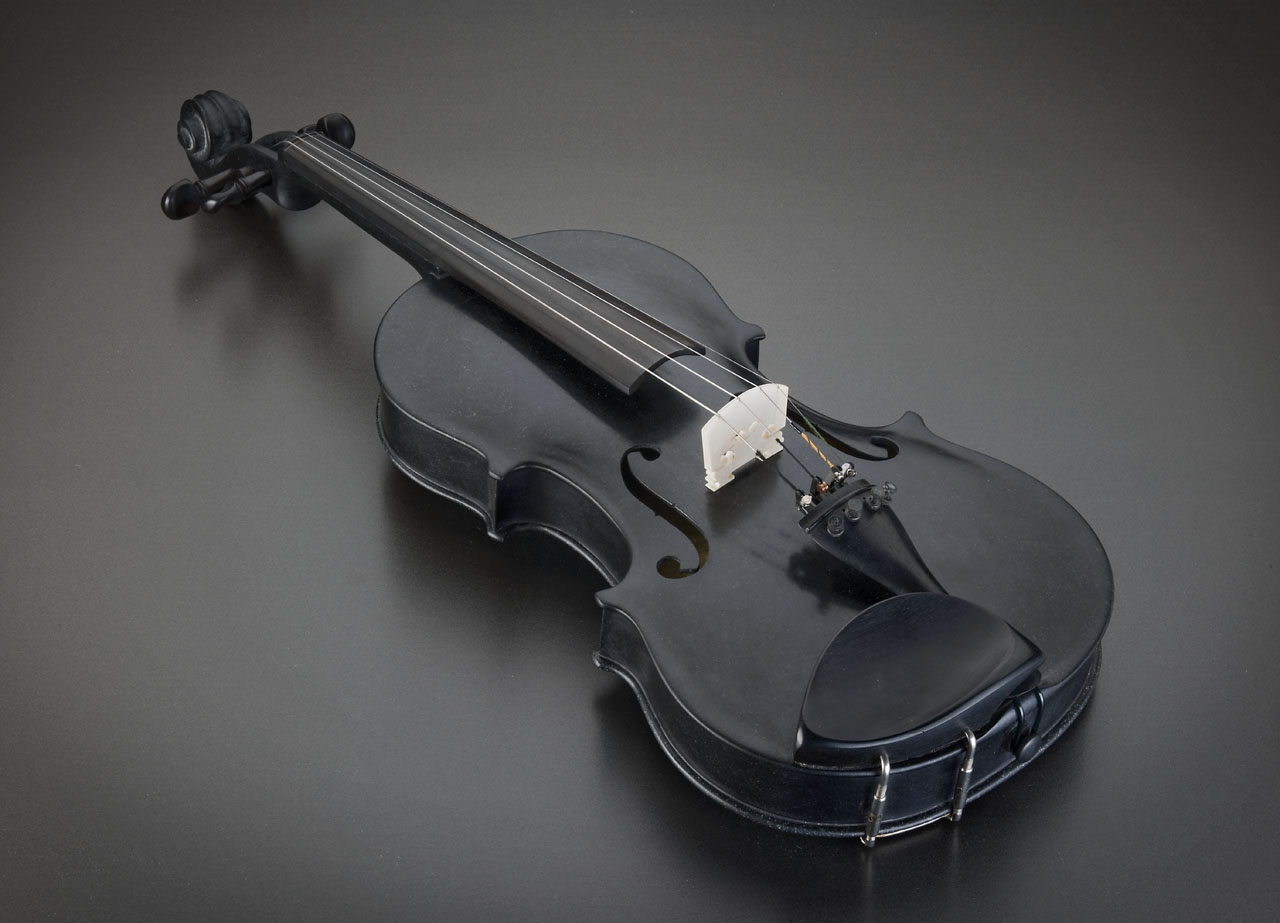
Housle Kos

 Jedním z jeho hlavních děl jsou černé housle s názvem Kos, vyrobené podle nákresu Antonia Stradivariho. Zhotovené jsou z kamene doleritu, váží téměř 2,5 kg a nejtenčí část má tloušťku pouhých 2,5 mm. Rezonanční desky byly opracovány vodním řezem a pak ručně. Práce na těchto houslích, na něž je možné i hrát, trvala dva roky a představil je na Světové výstavě v Šanghaji v roce 2010.
Instalaci Obejmi mé srdce z roku 2011, umístěnou v Pietrasantě v provincii Lucca, tvoří dvanáct soch dívek z bílého mramoru s rukama zkříženýmana prsou. Widenfalk vytvořil podobnou plastiku ženy se zkříženýma rukama s názvem Naslouchej svému srdci. Je ze žuly a má výšku 260 cm.
Sochař nejčastěji vystavuje ve Švédsku, ale také v Norsku, Dánsku, České republice a v Itálii. Práce Larse Widenfalka jsou zastoupeny v mnoha sbírkách, např. Švédské umělecké rady, muzeí v Göteborgu a Sundsvallu a švédského parlamentu. Jeho dílo vlastní rovněž Muzeum současného moderního umění v Norsku.

## Galerie

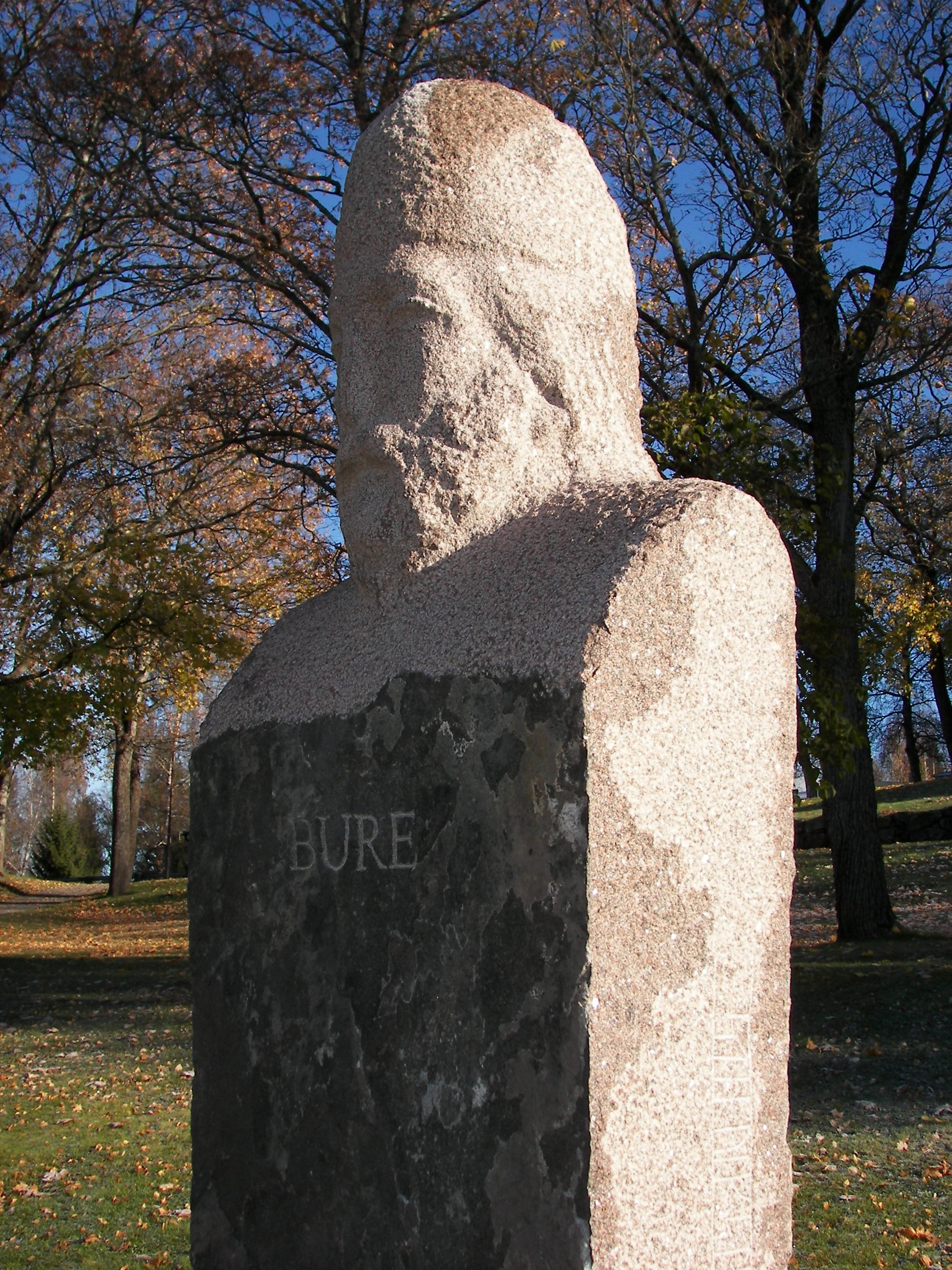
Viking Bure, plastika v Sundsbruku ve Švédsku
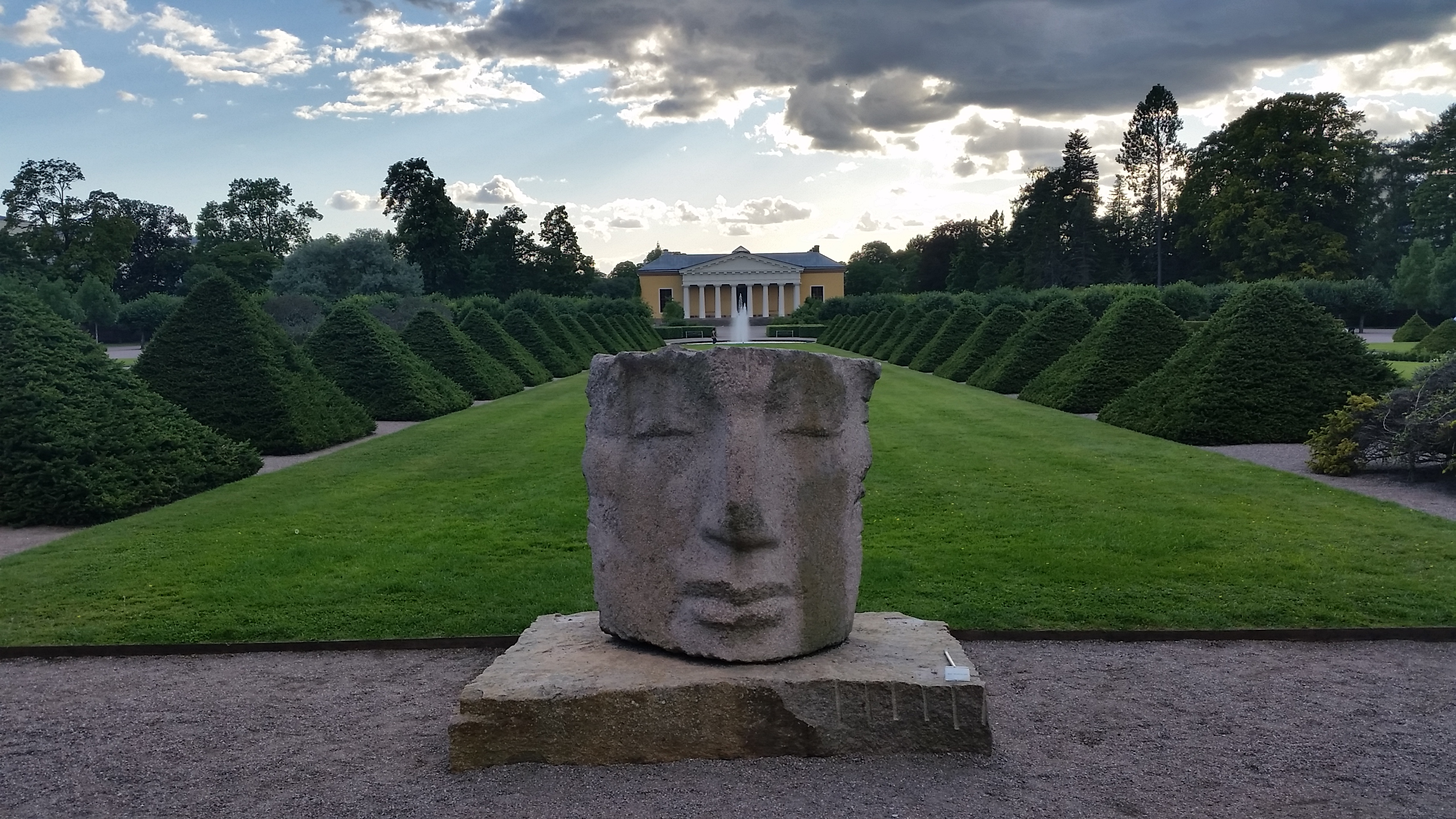
Plastika z roku 2009 v Uppsale
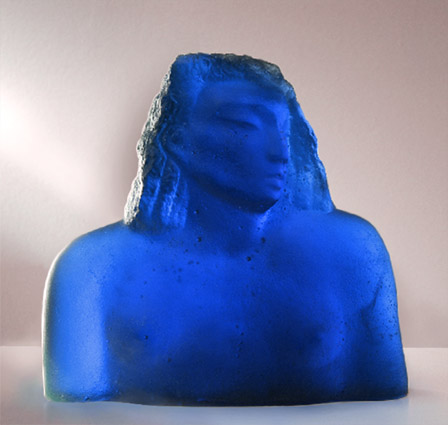
Modrá dáma
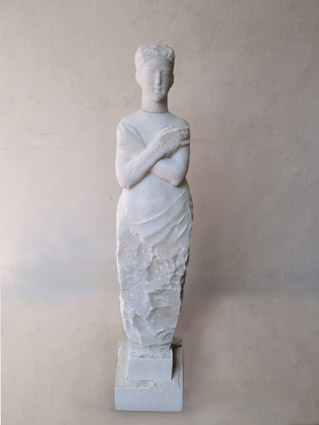
Jedna z plastik instalace Obejmi mé srdce